# Poltrona dos Dragões

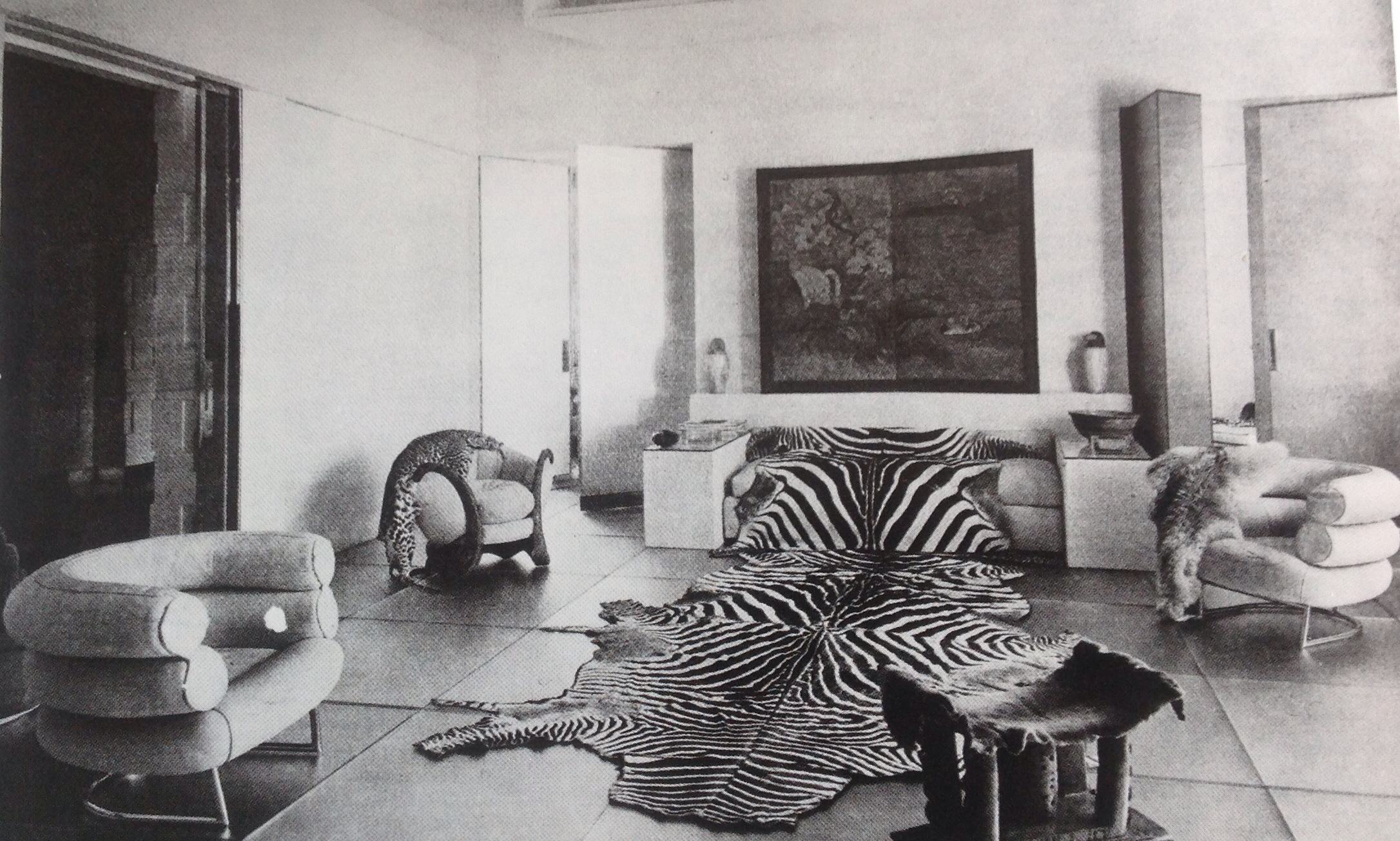
"O Salão de Vidro" projetado por Paul Ruaud com móveis de Eileen Gray, com destaque para a segunda poltrona, a "Poltrona dos Dragões" à esquerda.

A Poltrona dos Dragões (francês: "Fauteuil aux Dragons") é uma peça de mobiliário projetada pela arquiteta e designer irlandesa Eileen Gray entre 1917 e 1919. A poltrona dos dragões foi vendida por 21 milhões e 905 mil euros em 2009, estabelecendo um novo recorde para uma peça de arte decorativa do século XX.

## Design
A cadeira é uma poltrona estofada de madeira com dois dragões lacados estilizados. Tem 61cm de altura, 91 cm de largura e 67cm de profundidade.

A descrição feita pelos leiloeiros da Christie's foi:
| “ | Sob a forma de pétalas desenroladas, estofadas em couro marrom, a moldura em madeira esculpida, lacada em laranja acastanhada e prata e modelada como serpentina, corpos entrelaçados de dois dragões, olhos em laca preta sobre fundo branco, corpos decorados em baixo relevo com nuvens estilizadas. | ” |

Além disso, a Christie's colocou também que a cadeira "...destila tudo o que é tão pessoal e mágico na primeira fase intimamente expressiva da carreira da srta. Gray - surpreendente, imaginativa, sutilmente esculpida e trabalhada, é uma obra-prima da invenção e da execução".
Eillen Gray trabalhou na cadeira entre 1917 e 1919, envernizando a peça manualmente e deixando a laca em seu banheiro úmido antes de passar dias polindo a peça. Era parte dos móveis criados para Juliette Mathieu-Lévy, socialite parisiense que foi a primeira cliente que permitiu que Eillen criasse todo um ambiente em seu apartamento. O estofamento original era de cor salmão pálida, adequando-se à estética geral de Gray para o local.
Jennifer Goff, curadora da exposição permanente de Eillen Gray no Museu Nacional da Irlanda, achava que a cadeira era o "perfeito exemplo da designer que a criou - completamente única (e) bastante excêntrica".
As imagens do dragão e as nuvens representadas na cadeira foram comparadas às encontradas na iconografia da arte chinesa tradicional, e a natureza fluida dos apoios de braços esculpidos foi comparada a um "monstro marinho" e deu a cadeira o apelido de "Dragões".

## História
O primeiro proprietário da cadeira foi a principal cliente de Gray, Juliette Mathieu-Lévy, fazendo parte da coleção Suzanne Talbot. Foi adquirida pelo negociante de arte parisiense Cheska Vallois em 1971 por 2.700 dólares e depois vendida por ele ao estilista francês Yves Saint Laurent em 1973.
A cadeira foi colocada à venda como parte da coleção Yves Saint Laurent e Pierre Bergé em fevereiro de 2009 na casa de leilões da Christie's em Paris. Ele foi vendido por 21 milhões e 905 mil euros, contra uma estimativa de pré-venda de 2 a 3 milhões, estabelecendo um novo recorde para uma obra de arte decorativa do século XX. O preço bateu o recorde anterior em 22 milhões de dólares. O comprador da cadeira em 2009 foi o mesmo negociador de arte que a comprou em 1971, Cheska Vallois, que mais tarde comentou que o custo de aquisição da poltrona era "o preço do desejo" - dessa resposta vem o nome do filme The Price of Desire, um filme biográfico de Eillen Gray, que tem uma recriação da cena do leilão.